# Endless Forms Most Beautiful
Endless Forms Most Beautiful е осмият студиен албум на финландската симфоник метъл група Найтуиш. Издаден е на 27 март 2015 година в Европейския съюз.

## Концепция
Вдъхновението за концепцията на албума идва от работата на Чарлс Дарвин. Според главния композитор на Найтуиш, Туомас Холопайнен, основното му вдъхновение за албума е дошло от известен цитат от книгата на Дарвин от 1859 година Произход на видовете. Този цитат включва думите „endless forms most beautiful“ („безкрайни (на брой) форми (на живот) изключително красиви“, както се нарича албумът), използвани от Дарвин да опише последния универсален общ предшественик на всички живи организми. 

## Списък на песните
Всички текстове са написани от Туомас Холопайнен с изключение на Weak Fantasy и Yours Is an Empty Hope, които са с текст на Холопайнен и Марко Хиетала, цялата музика е написана от Холопайнен, освен когато е уречено друго.
| 1.    | Shudder Before the Beautiful | 6:29  |
| 2.    | Weak Fantasy (Холопайнен, Хиетала) | 5:23  |
| 3.    | Élan | 4:45  |
| 4.    | Yours Is an Empty Hope (Холопайнен, Хиетала) | 5:34  |
| 5.    | Our Decades in the Sun (Холопайнен, Хиетала) | 6:37  |
| 6.    | My Walden (Холопайнен, Хиетала) | 4:38  |
| 7.    | Endless Forms Most Beautiful | 5:07  |
| 8.    | Edema Ruh | 5:15  |
| 9.    | Alpenglow | 4:45  |
| 10.   | The Eyes of Sharbat Gula (инструментал) | 6:03  |
| 11.   | The Greatest Show on Earth - I. Four Point Six - II. Life - III. The Toolmaker(Холопайнен, Хиетала) - IV. The Understanding - V. Sea-Worn Driftwood | 24:00 |
| 78:36 | |       |

## Музиканти
Найтуиш
- Флоор Янсен – вокал
- Марко Хиетала – бас китара, вокали (на песни 2, 4 & 11)
- Емпу Вуоринен – китари
- Туомас Холопайнен – клавирни инструменти, пиано
- Трой Донъкли – бузуки, бодран, ирландски гайди, духови инструменти, беквокали, вокали в началото на My Walden

Допълнителни музиканти
- Кай Хато – барабани
- Ричард Доукинс – разказвач
- Пип Уилямс – оркестрални аранжименти
- Джеймс Шиърман – диригент
- Metro Voices – хор

Продуценти
- Туомас Холопайнен — продуцент и миксиране
- Мико Кармила, Теро Кинунен — миксиране
- Мика Юсила — мастериране
- Toxic Angel — дизайн на обложката